# West Kewaunee (Wisconsin)
West Kewaunee es un pueblo ubicado en el condado de Kewaunee en el estado estadounidense de Wisconsin. En el Censo de 2010 tenía una población de 1296 habitantes y una densidad poblacional de 13,53 personas por km².

## Geografía
West Kewaunee se encuentra ubicado en las coordenadas 44°27′6″N 87°35′4″O / 44.45167, -87.58444. Según la Oficina del Censo de los Estados Unidos, West Kewaunee tiene una superficie total de 95.78 km², de la cual 95.51 km² corresponden a tierra firme y (0.28%) 0.27 km² es agua.

## Demografía
Según el censo de 2010, había 1296 personas residiendo en West Kewaunee. La densidad de población era de 13,53 hab./km². De los 1296 habitantes, West Kewaunee estaba compuesto por el 97.3% blancos, el 0% eran afroamericanos, el 0.08% eran amerindios, el 0.39% eran asiáticos, el 0% eran isleños del Pacífico, el 1.23% eran de otras razas y el 1% pertenecían a dos o más razas. Del total de la población el 1.16% eran hispanos o latinos de cualquier raza.